# Conception biophilique
 (janvier 2025).

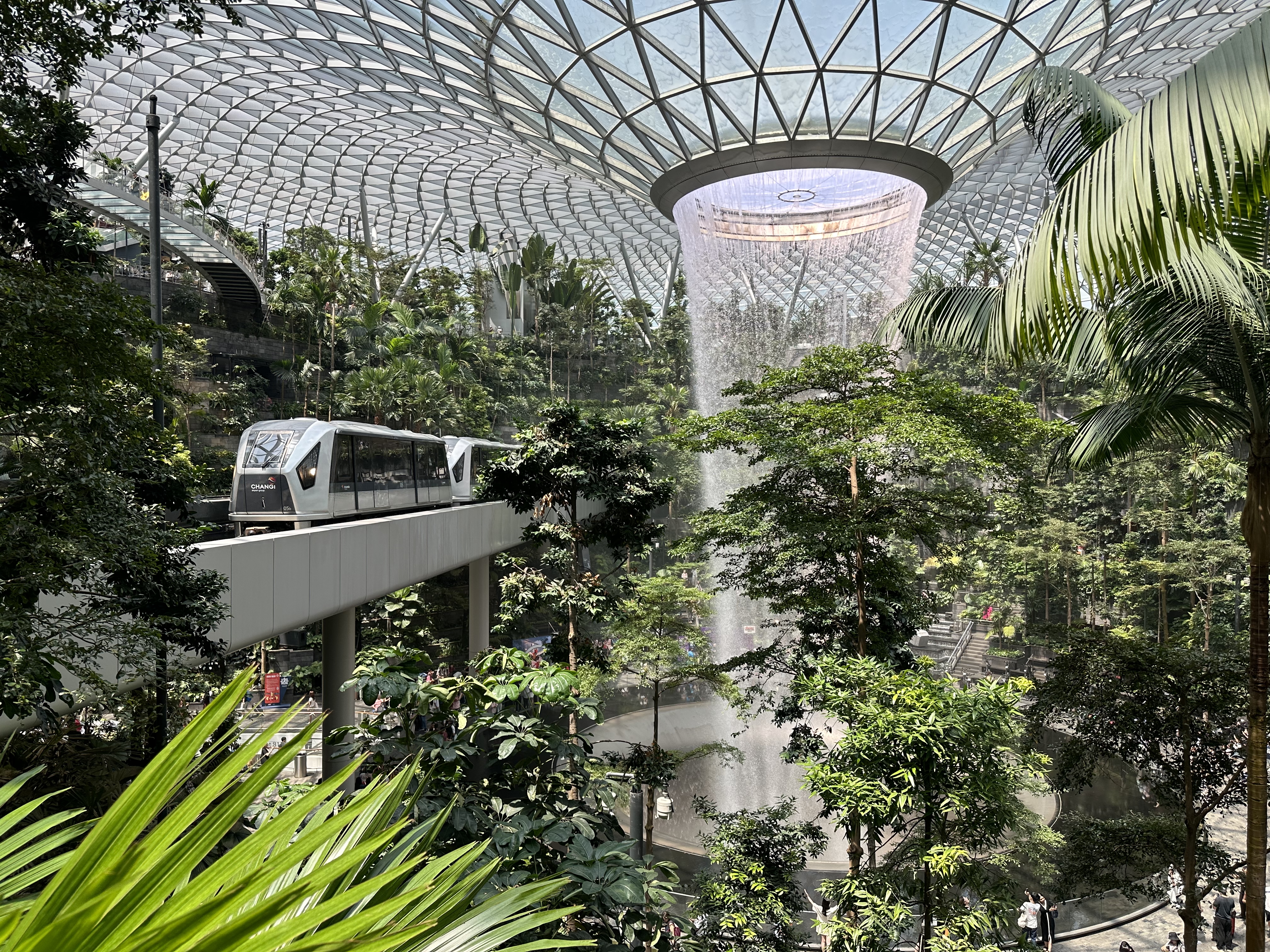
L'aéroport de Singapour, un exemple d'une conception biophilique en architecture.

La conception biophilique est un concept utilisé dans l'industrie du bâtiment et en architecture. Il vise à accroître la connectivité des usagers d'espaces avec l'environnement naturel en intégrant des éléments naturels dans l'environnement bâti.
Ce concept s'appuie sur l'hypothèse que les êtres humains ont une affinité innée pour la nature. La conception biophilique cherche ainsi à renforcer le lien entre les usagers d'un espace et le monde naturel. Cela se traduit par l'utilisation de la lumière naturelle, de la végétation, de l'eau, des matériaux naturels, des formes et des motifs inspirés de la nature, etc. L'objectif est d'améliorer le bien-être, la santé, la productivité et le confort des usagers de l'espace en recréant un environnement plus proche de celui dans lequel l'être humain a évolué. Ce concept peut être utilisé à différentes échelles, d'une pièce de mobilier à toute une ville.
Bien que le terme soit relativement nouveau, certaines constructions biophiliques sont anciennes, à l'image des jardins suspendus de Babylone. Le terme est désormais populaire et le concept à la mode.